# Белмохтар Саїд Месаудович
Белмохта́р Саї́д Месаудович (нар. 25 квітня 1984, Одеса) — український футболіст алжирського походження, який виступає на позиції нападника у клубі «Контіненталс».

## Кар'єра
Вихованець СК «Одеса» та одеської ДЮСШ «Спартак» імені І. Бєланова. На професіональному рівні дебютував у сезоні 2000—2001 за «Чорноморець-2» у другій лізі. За головну команду «Чорноморця» провів 2 гри (у першості 2000—2001 у першій лізі). Виступав за різні клуби Одещини та команду «Сморгонь».
За підсумками першої половини сезону 2010—2011 серед команд другої ліги групи «А» нападник «Бастіона» був найкращим бомбардиром групи. Узимку 2010—2011 перейшов до ФК «Суми». У липні 2011 року перейшов до вінницької «Ниви», сподіваючись грати у першій лізі, але вже у вересні розірвав угоду з клубом, залишившись невдоволеним фінансовими й організаційними умовами. До зимового трансферного вікна Белмохтар мав статус вільного агента, потім поповнив лави черкаського «Славутича». У сезоні 2013—2014 виступав спочатку за херсонський «Кристал», а потім за овідіопольський Реал Фарма.